# Ksenia Godunova de Rusia
Ksenia Godunova de Rusia (ruso: Ксения Борисовна Годунова - Xenia Borísovna Godunova) (1582-1622) fue una zarevna de Rusia. Hija del zar Borís Godunov y de María Grigórievna Skurátova-Bélskaya, así como hermana de Teodoro II de Rusia.

## Primeros años
Primera hija del zar de Rusia Borís Godunov y de su esposa, la zarina María Grigórievna Skurátova-Bélskaya. Era muy hermosa y bien educada, y recibió por parte de su padre la mejor educación posible.

## Compromisos
Fue comprometida en matrimonio con el príncipe Gustavo de Suecia, hijo del rey Erico XIV de Suecia y de Karin Månsdotter. Gustavo llegó a Moscú en 1600, pero el compromiso se rompió a causa de su estilo de vida disipado. Por órdenes del zar, Gustavo fue enviado fuera de Moscú, pero como compensación recibió el principado de Úglich, donde tuvo que vivir en el destierro.
En 1602, fue comprometida con el príncipe Juan de Dinamarca, pero en octubre de ese mismo año, Juan cayó enfermo de fiebre y murió antes de que el matrimonio se realizara.

## Golpe de Estado
Con la repentina y temprana muerte de su padre, su hermano fue proclamado zar a los dieciséis años. Aunque su padre había preparado la sucesión para que su hijo estuviera rodeado de poderosos y leales amigos, desde el primer momento del reinado se encontró envuelto en una atmósfera de traición. El 1 de julio de 1605, los enviados del impostor Dimitri I, llegaron a Moscú para derribarlo, y su madre y su hermano fueron asesinados por orden de este.
Ksenia se salvó, pero fue violada por Dimitri el Falso, y la mantuvo en su palacio como concubina durante cinco meses. Antes de la llegada de su esposa Marina Mniszech, fue enviada al monasterio de la Resurrección de Góritsy en Beloozero y fue obligada a tomar los votos monásticos, con los cuales se le dio el nombre de "Olga". Posteriormente, fue trasladada al Monasterio Principesco de Dormición (Успенский Княгинин монастырь) en Vladímir.
Murió en 1622 en el Monasterio de la Trinidad y San Sergio, a los 40 años de edad.